# Ecosistema terrestre
L'Ecosistema terrestre è una locuzione ambivalente che, in determinati contesti, può anche assumere un significato ambiguo o non scientifico. Può indicare genericamente l'insieme di tutti i singoli ecosistemi presenti sulla Terra, ma in altra accezione può esprimere il concetto o teoria secondo cui l'intero pianeta, nella sua globalità, sia un macro-ecosistema dal comportamento assimilabile a quello dei sistemi viventi, come nell'ipotesi Gaia. Nel primo caso Ecosistema terrestre è dunque un sinonimo approssimativo del termine scientifico "ecosfera".

## Ecologia e biologia
Lo studio completo ed esuriente dell'ecosfera, e quindi se vogliamo, dell'ecosistema terrestre è oggigiorno possibile solo a grandi linee, se si pensa che tale studio opportunamente corredato da tutti i parametri, le funzioni e i dati quantitativi necessari può essere compiuto solo per ecosistemi assai semplici e di ridotte dimensioni, data la sua complessità computazionale, strutturale e funzionale, e dato il fatto che la disciplina ecologica non ha ancora raggiunto la necessaria completezza disciplinare. 
L'ecosfera, e cioè il " paesaggio globale", è annoverabile fra gli "oggetti complessi", come definiti dall' epistemologia della complessità o teoria della complessità, di studio altrettanto impegnativo. La sua conoscenza completa è impossibile perché asintotica, come afferma Ilya Prigogine.
La scienza che studia le strutture e le funzioni vitali e gli organismi viventi e quindi la biosfera è la biologia, quella che, invece, studia gli ecosistemi e l'ecosfera è l'ecologia,  compresa comunque nella biologia. Le ipotesi nella categoria di Gaia, affrontano lo studio di un ecosistema planetario utilizzando i metodi e i modelli che si utilizzano nello studio dei singoli organismi.

## Definizioni
Per chiarezza si rammentano qui, in forma elementare, le definizioni degli elementi citati:
- Ambiente: Dato un Paesaggio[2] P e un soggetto S vivente in esso contenuto, si dirà "Ambiente relativo ad S" l'insieme degli elementi di P con cui il soggetto S intrattiene una o più relazioni strutturali e/o funzionali.
- Ecosistema: Forma aggregativa della vita, di livello superiore,[3] costituita da una o più biocenosi[4] e da un biotopo o geotopo[5]. Ha struttura e funzioni sistemiche ed è l'oggetto di studio dell'Ecologia. Più ecosistemi, aggregandosi in un'ulteriore unità sistemica, formano un Paesaggio[6].
- Biosfera: è il "luogo" le cui caratteristiche fisico-chimiche (dette comunemente "ambiente") permettono la nascita e lo sviluppo della vita e quindi degli apparati e degli organismi viventi, anche in forme assai embrionali.
- Ecosfera: è il "luogo" le cui caratteristiche fisiche, chimiche e biologiche permettono la formazione e lo sviluppo di ecosistemi, anche con strutture e funzioni minime ed elementari. L'Ecosfera, quindi, comprende tutti gli ecosistemi del pianeta (inclusi quelli acquatici).

Si nota subito come l’ecosfera non possa coincidere con la biosfera, e che i due termini non sono affatto sinonimi, tanto meno possono essere considerati intercambiabili. L’ecosfera, fra l'altro, ha anche "dimensioni" minori rispetto alla biosfera. Valga il seguente esempio:

la vegetazione nivale, presente sulle nevi eterne e sui ghiacciai, così come la vegetazione delle alte cime (attorno e oltre i 4000 m) appartenente al piano nivale, fa parte della biosfera ma non dell'ecosfera, poiché le condizioni ambientali, se permettono la presenza di forme estreme di vita, non concedono però la formazione di aggruppamenti biologici di natura sistemica e quindi di ecosistemi. Occorre scendere nell'ambiente del piano alpino per trovare le prime aggregazioni ecosistemiche complete.

## La scala dei livelli di aggregazione e organizzazione della materia vivente
L'unitarietà e la dinamica della materia vivente si esprime attraverso un processo di auto-organizzazione delle entità viventi, che si aggregano spontaneamente formando altre entità dotate di un grado di organizzazione superiore. Ad ogni livello corrisponde un elemento con caratteri strutturali e capacità funzionali maggiori rispetto a quello che lo precede, sicché esso è assai più complesso, efficiente e, in senso generale, "superiore" alla somma degli elementi del livello inferiore che lo compongono. Così più cellule formano un tessuto, più tessuti un organo, più organi un organismo, e così via.
Schema riassuntivo dei livelli di aggregazione:
Ecosfera
Paesaggi (zonali, regionali, continentali )
Ecosistemi
Biocenosi
Associazioni o Comunità
Popolazioni
Organismi o Individui
Organi
Tessuti
Cellule
(Protoplasma)
Il campo di studio dell'Ecologia va dagli Organismi agli Ecosistemi compresi. Gli Ecosistemi, i Paesaggi e l'Ecosfera (o vaste parti o aspetti di essa) sono invece oggetto di studio dell'Ecologia del paesaggio.

## L'uomo e l'ecosistema
Gli ecosistemi terrestri hanno una importantissima funzione per l'uomo, quella di garantire la presenza della vita sulla Terra. Il particolare tipo di organizzazione di questi sistemi, permette di avere anche delle funzioni essenziali specifiche per la specie umana. Infatti, consentono all'uomo di produrre tutto ciò che è necessario a coprire i fabbisogni dell'umanità (acqua, cibo, fibre), hanno particolari funzioni che permettono di purificare l'acqua e l'aria e possono essere utilizzati anche come luoghi ideali per la ricreazione (spiagge, montagne ecc).
Possiamo suddividere gli ecosistemi in due grandi famiglie:
- Ecosistema naturale
- Ecosistema artificiale o Antroposistema

## Ecosistema naturale
Gli ecosistemi naturali sono ambienti in grado di svilupparsi in modo autonomo raggiungendo da soli il loro equilibrio ecologico chiamato climax. Si distinguono soprattutto in base al tipo di vegetazione che maggiormente li caratterizza. Infatti, in un ecosistema naturale possono comparire ambienti che non sono collegati direttamente ad esso ma costituisco ecosistemi minori (microsistemi). Questi possono essere mutabili, cioè modificati durante il tempo ad esempio per cause di estinzione, introduzione di specie esotiche o dovute all'intervento diretto o indiretto dell'uomo.
I grandi macro-ecosistemi naturali, o paesaggi continentali, o ancora, ma non per tutti gli Autori, i biomi, sono:
- Deserto
- Savana
- Steppa
- Foresta temperata
- Foresta tropicale
- Mangrovia (Non per tutti gli Autori)
- Taiga (Foresta Boreale)
- Tundra
- Macchia mediterranea
- Suolo

## Ecosistema artificiale o Antroposistema
Gli ecosistemi artificiali sono creati per mano dell'uomo. A differenza degli ecosistemi naturali, che sono in grado di svilupparsi in modo autonomo, gli ecosistemi artificiali hanno bisogno dell'intervento dell'uomo in modo tale da non trasformarsi in altri ecosistemi. La misura di intervento umano va da un minimo (prati falciabili irrigati e/o concimati) a un massimo (coltivazioni intensive anche in serra) ed è misurabile con il tasso di CEU (Contributo Energetico Umano). Oltre, vi è l'ablazione pressoché totale della vita vegetale nella creazione dei centri abitati, dai borghi ai complessi metropolitani (studiati dall'ecologia antropica). Gli antroposistemi, a loro volta, possono essere quindi suddivisi in:
- Ecosistema urbano
- Agrosistema